# Val do Dubra
Val do Dubra est une commune de la province de La Corogne en Galice (Espagne).